# Gaius Licinius Macer Calvus
Gaius Licinius Macer Calvus (28. května 82 př. n. l. – 47 př. n . l.) byl básník a jeden z představitelů nového básnického směru římské literatury – neóteriků.

## Život
Licinius Calvus se narodil roku 82 př. n. l. do významné plebejské rodiny jako syn analisty Licinia Macra. Na rozdíl od ostatních členů neóterického kroužku pocházel z Říma. Byl důvěrným přítelem Valeria Catulla.

## Dílo
Měl být úspěšným řečníkem a autorem několika básnických děl. Publikoval prý 21 knih svých řečí. Proslul především v oblasti soudního řečnictví. Byl konkurentem Cicerona a zastáncem přísného atticismu. Jeho sláva značně vzrostla díky jeho obžalobě Caesarova příznivce Publia Vatinia. Tato řeč byla vzorem ještě v době Tacitově. Psal útočné epigramy namířené proti politikům (Caearovi a Pompeiovi), ale skládal také svatební a milostné písně. Jednou z nich je pohřební píseň věnovaná jeho předčasně zemřelé manželce či milence Quintilii. Mimo to je autorem epyllia Io (pojmenováno podle hlavní hrdinky), v němž byl uplatněn oblíbený motiv helénistické literatury – proměna.   

## Ukázky z díla
| „                        | ÍÓ Och ty nešťastná panno, ty trpkým živíš se býlím... Má mysl pro sebe větší teď hrůzu jen všechnu šílí... Těžká nesmírným spánkem se zvrátila panenka v oku... I Slunce pomýšlí na to se zotavit z věčného běhu... | “ |
| — Přeložil Otakar Smrčka | |   |

| „                        | EPIGRAM Velikán, kterého všichni se bojí, škrabe se prstem na hlavě. Co by as rád, uhodneš? Mužského chce! | “ |
| — Přeložil Otakar Smrčka | |   |